# Hans E. Walty

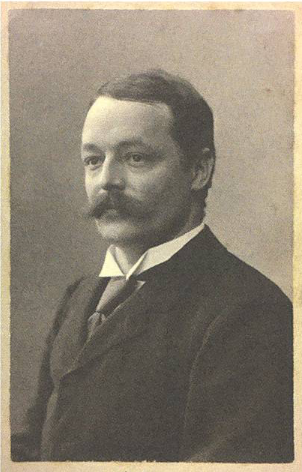
Hans E. Walty (Foto: Rudolf Ganz, ca. 1900)

Prächtiger Röhrling, verdächtig. Aus: Schweizer Pilztafeln, Band A, S. 282.

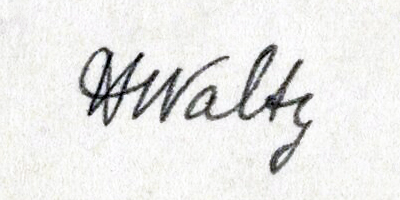
Unterschrift Waltys

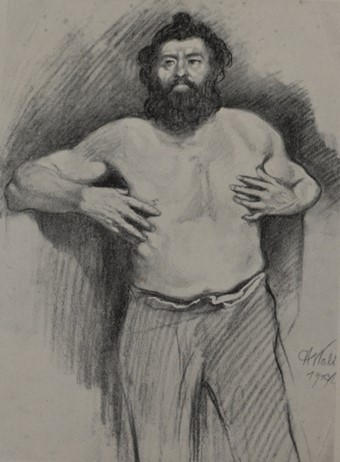
Der Schmied von Ablass (1919)

Emanuel Johann Anton Walty, genannt Hans E. Walty (* 24. Oktober 1868 in Gravellona Toce; † 21. Januar 1948 in Lenzburg), war Zeichnungslehrer an der Bezirksschule Lenzburg, Mykologe und Aquarellist. 500 seiner Bildtafeln zu Pilzen galten über Jahrzehnte vor allem in der Schweiz als Standardwerk in der Pilzbestimmung. Diese Bildtafeln, die er in einem Zeitraum von mehr als 30 Jahren schuf, wurden in mehrbändigen Kompendien zusammengefasst und zwischen 1923 und 1953 in vielfachen Auflagen verlegt. 397 Aquarelle werden heute in der Schweizerischen Nationalbibliothek aufbewahrt, 64 Tafeln in der Kantonsbibliothek Graubünden in Chur. Generationen von Pilzsammlern waren sie ein wertvoller Ratgeber, denn Walty hatte nicht nur mit Akribie die spezifischen Merkmale festgehalten, sondern neben dem deutschen auch den lateinischen Namen und das Funddatum sowie die Pilze in «essbar», «ungeniessbar», «verdächtig», «giftig» und «tödlich» klassifiziert.

## Leben und Arbeit
Bis zum Alter von zehn Jahren lebte Walty in Gravellona im Piemont, wo seine Eltern Johann Karl Albert und Karoline Walty-Furter für ihn einen Hauslehrer engagierten. Ab 1878 ging er umzugsbedingt in die Primar- und Bezirksschule in Lenzburg, dann in die Kantonsschule in Aarau. Er studierte anschliessend an der Kunstgewerbeschule Basel und war ab 1888 bei der Dekorationsmalerei Schultz in Leipzig beschäftigt. Dort malte er in Kirchen, Villen und staatlichen Einrichtungen. Zu seinen Hinterlassenschaften gehören auch die Malerei im Vestibül des Landesmuseums Zürich sowie die Deckendekoration in der Hauptpost St. Gallen. Im Jahr 1893 heiratete er Margarete Schulz aus Leipzig und wurde Fachlehrer an der Kunstgewerbeschule Zürich. Sein Genre als Maler sind neben den Pilzdarstellungen Landschaften und Porträts. 2020 hielt Marc Philip Seidel zum neu entdeckten Spätwerk von Walty fest: es «gibt der Forschung noch Rätsel auf, beinhaltet es doch Arbeiten mit vernebelnden Titeln wie ‹Das Geheimnis von Lenzburg› und ‹Geist aus der Flasche›».
Um 1900 vervollständigte er seine künstlerische Ausbildung im Bereich Menschliche Figur an der Kunstakademie Dresden, ging für eine Zeit nach Rom und anschliessend wieder nach Leipzig. 1918 kehrte er nach Lenzburg zurück. Ab 1921 war er Zeichnungslehrer in seiner Heimatstadt, bis er nach zwölf Jahren krankheitsbedingt von dieser Stelle zurücktrat. Erst nach seiner Genesung begann er mit der Veröffentlichung seiner Pilztafeln, musste diese aber häufig revidieren, weil neue Erkenntnisse in der Wissenschaft publiziert worden waren.
Sein Werk besteht aus 303 Blatt, die 393 Arten im Format 34 × 25 cm vorstellen. Ferner existieren 77 Blatt im halben Format 25 × 17 cm sowie ein handgeschriebenes Textbuch. In der einleitenden Beschreibung zu einer Ausstellung dieser Blätter in der Nationalbibliothek 1953 heisst es dazu: «Die Pilztafeln […] dürften sowohl nach künstlerischen wie wissenschaftlichen Anforderungen zum Besten gehören, das überhaupt existiert.» Alfred Alder als Vertreter des schweizerischen Pilzverbands spricht in seinem Nachruf von einer «glücklichen Synthese einer minutiösen Kenntnis der Pilze mit erstklassigen technischen Fähigkeiten als Maler», dem es gelang, «lebenswahre Pilztafeln zu schaffen, die das Herz jedes Mykologen immer wieder erfreuen». Ein Grossteil von Waltys Vermächtnis ging an diesen Pilzverband, ferner seine Bibliothek mit 116 Fachbüchern. Seine Frau, die ihn in seiner Arbeit unterstützt hatte, war einige Jahre vor ihm gestorben.

## Werke
- Schweizer Pilztafeln für den praktischen Pilzsammler. Hrsg. vom Verband Schweizerischer Vereine für Pilzkunde. 3 Bde. Orell Füssli, Zürich 1942–1947, danach diverse Neuauflagen.

Übersetzungen:
- Planches suisses de champignons pour amateurs. Reprod. en couleurs, avec description / Ill. de Hans Walty; réd. et éd. par l’Union des sociétés suisses de mycologie. Winterthur 1947.
- Tavole svizzere di funghi. Red. e ed. dall’Unione svizzera delle società micologiche. 5 vol. 1967–1979.

## Nachlass
Das Archiv Hans Waltys ist der Schweizerischen Nationalbibliothek im Jahr 1948 als Schenkung übergeben worden.
Weitere Gemälde und Skizzenbücher befinden sich im Besitz der Stiftung Museum Burghalde und im städtischen Kunstbesitz von Lenzburg.